# كتسير

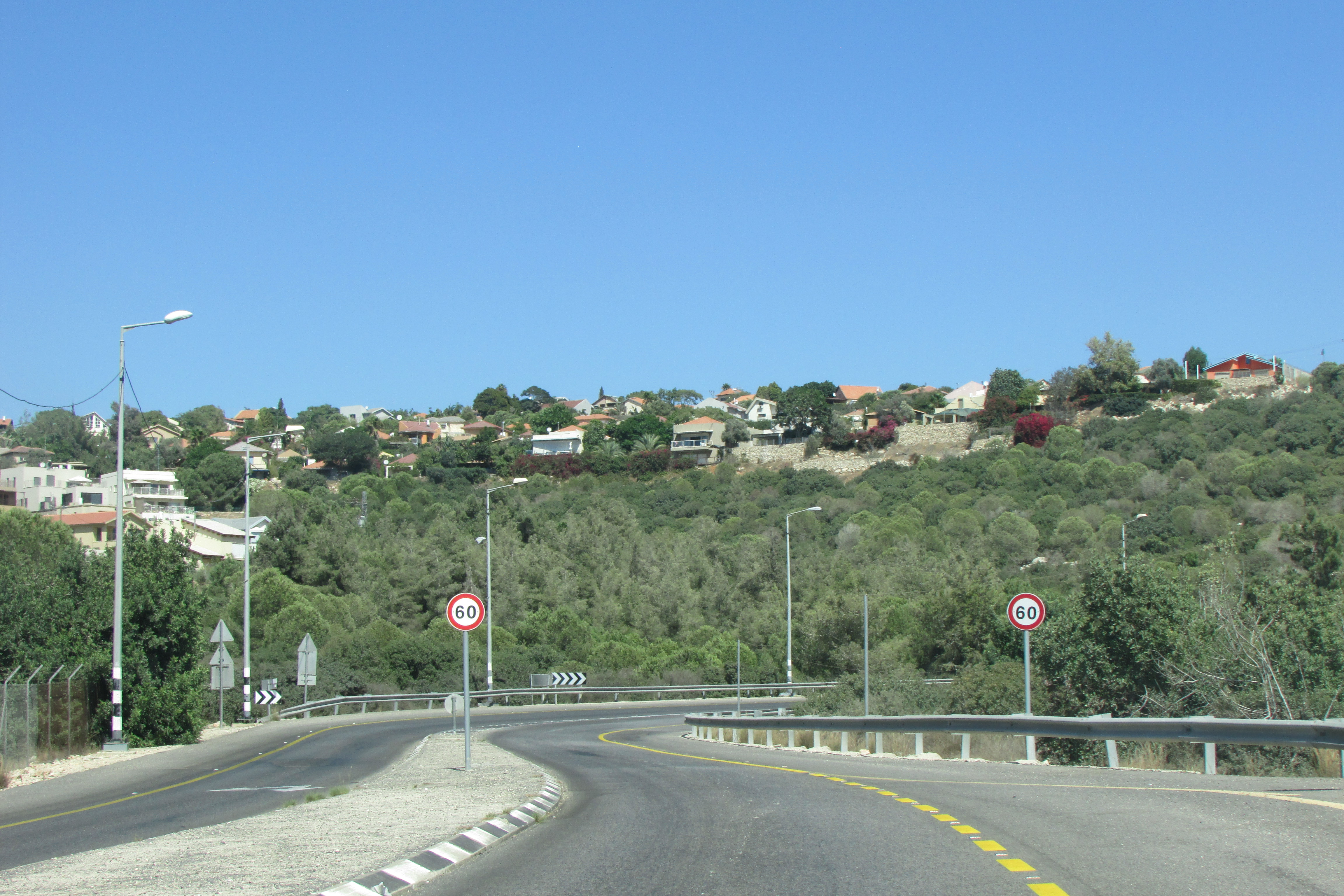
التل الغربي، كتسير، سبتمبر 2017

كتسير (بالعبرية: קָצִיר) هي مستوطنة يهودية تقع في شمالي إسرائيل جنوب غرب أم الفحم بجوار الخط الأخضر. يديرها مجلس منشة الإقليمي. بلغ عدد سكانها في عام 2019 نحو 2,884 نسمة.

## تاريخ
تأسست كتسير في عام 1982 على يد حركة استيطانية تدعى اتحاد المزارعين (بالعبرية: הִתְאַחֲדוּת האִכָּרים) على أرض مملوكة للوكالة اليهودية. في عام 1993 دُمجت كتسير إداريًا مع بلدة حريش المجاورة لتُشكلا معًا المجلس المحلي كتسير-حريش. لكن في عام 2012 تم حل المجلس المحلي لتعود كتسير إلى نفوذ مجلس منشة الإقليمي وتبقى حريش مجلسًا محليًا.